# Chlorochlamys curvifera
Chlorochlamys curvifera är en fjärilsart som beskrevs av Louis Beethoven Prout 1912. Chlorochlamys curvifera ingår i släktet Chlorochlamys och familjen mätare. Inga underarter finns listade i Catalogue of Life.